# Апостолова, Лидия Романовна
Лидия Романовна Апостолова (15 января 1928, Подлесное, Николаевская область — 5 июля 1998, Новая Одесса, Николаевская область) — советский передовик производства в пищевой промышленности. Герой Социалистического Труда (1971).

## Биография
Родилась 15 января 1928 года в селе Подлесное Новоодесского района Николаевской области в крестьянской семье.
В 1942 году, после окончания семи классов школы в селе Подлесное, начала трудовую деятельность на камнерезном заводе. Позже перешла работать на свиноферму колхоза имени Т. Г. Шевченко Новоодесского района. Одной из первых в хозяйстве и районе внедрила туровой опорос свиноматок, обеспечила чёткое соблюдение всех зоотехнических и ветеринарных правил и требований. Была назначена звеньевой.
В 1966 году получила и вырастила до двухмесячного возраста в среднем по 20 поросят от каждой свиноматки своей группы, а в целом за восьмую пятилетку вырастила до двухмесячного возраста около 3400 поросят, каждый весом не менее 16 кг.
8 апреля 1971 года Указом Президиума Верховного Совета СССР «за выдающиеся успехи, достигнутые в развитии сельскохозяйственного производства и выполнение пятилетнего плана продажи государству продуктов земледелия и животноводства» Лидия Романовна Апостолова была удостоена звания Героя Социалистического Труда с вручением Ордена Ленина и золотой медали «Серп и Молот».
Несмотря на неоднократные предложения отказалась перейти работать заведующей свинофермой, продолжала работать свинаркой. В 1971 году получила 718 попросят, а уже в 1972 году — около 800.
Избиралась депутатом и членом исполкома Новоодесского районного совета.
Жила в городе Новая Одесса, Украина. Умерла 5 июля 1998 года.

## Награды
- Медаль «Серп и Молот» (8.04.1971);
- Орден Ленина (8.04.1971);
- Медаль «За трудовую доблесть» (22.03.1966);
- Медаль «За доблестный труд в Великой Отечественной войне 1941—1945 гг.».